# Chical Co (departamento)
Chical Co é um departamento da Argentina, localizada na província de La Pampa.